# Люсі Ллойд
Люсі Кетрін Ллойд (англ. Lucy Catherine Lloyd; 7 листопада 1834 , Норберіd, Стаффордшир  — 31 серпня 1914 , Мовбрейd, Західна Капська провінція ) — британська антропологиня. У другій половині XIX століття Ллойд і Вільгельм Блік на більш ніж 12 000 сторінках задокументували мову, ритуали та фольклор корінних жителів Південної Африки: цхам та кунг.

## Життєпис

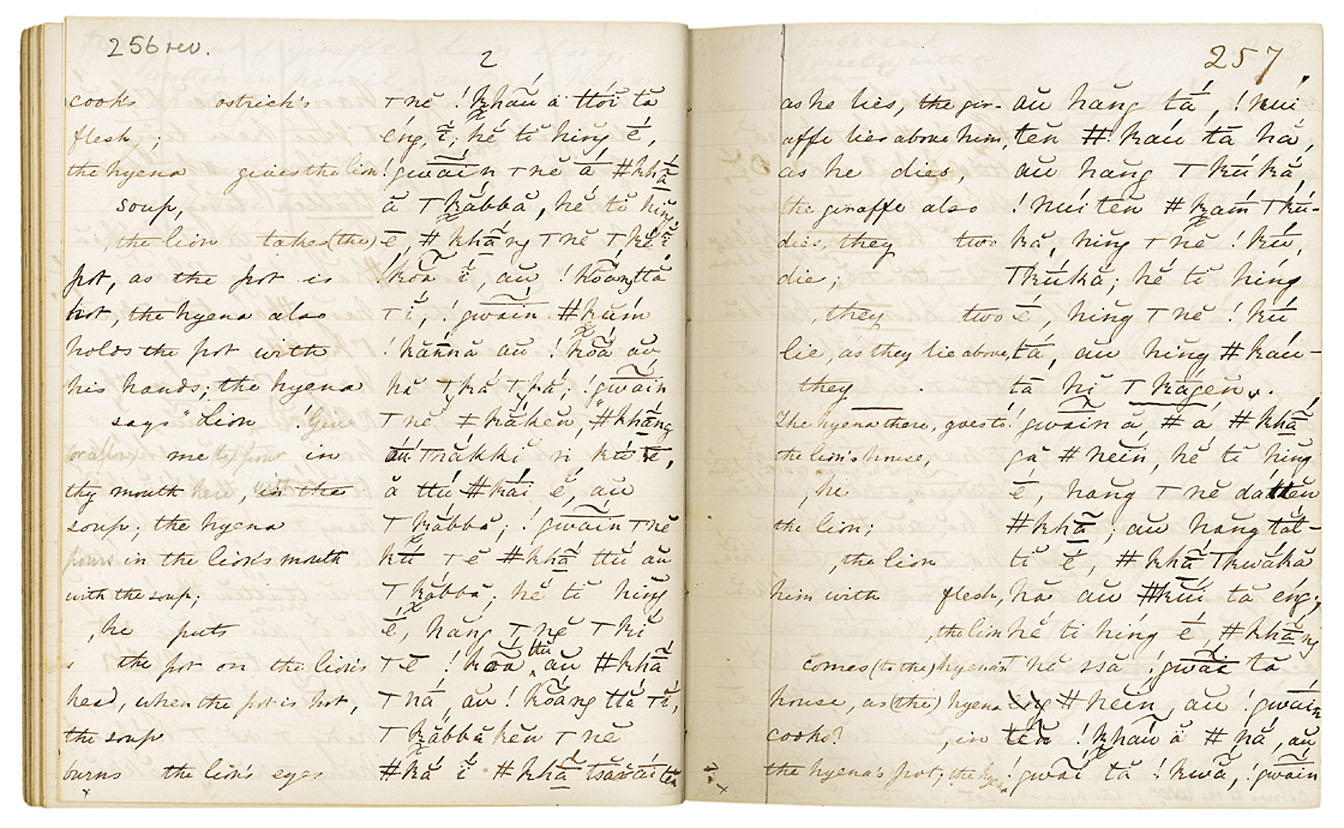
Зошит Люсі Ллойд із фольклорним текстом, записаним від бушмена цхам 1871 року

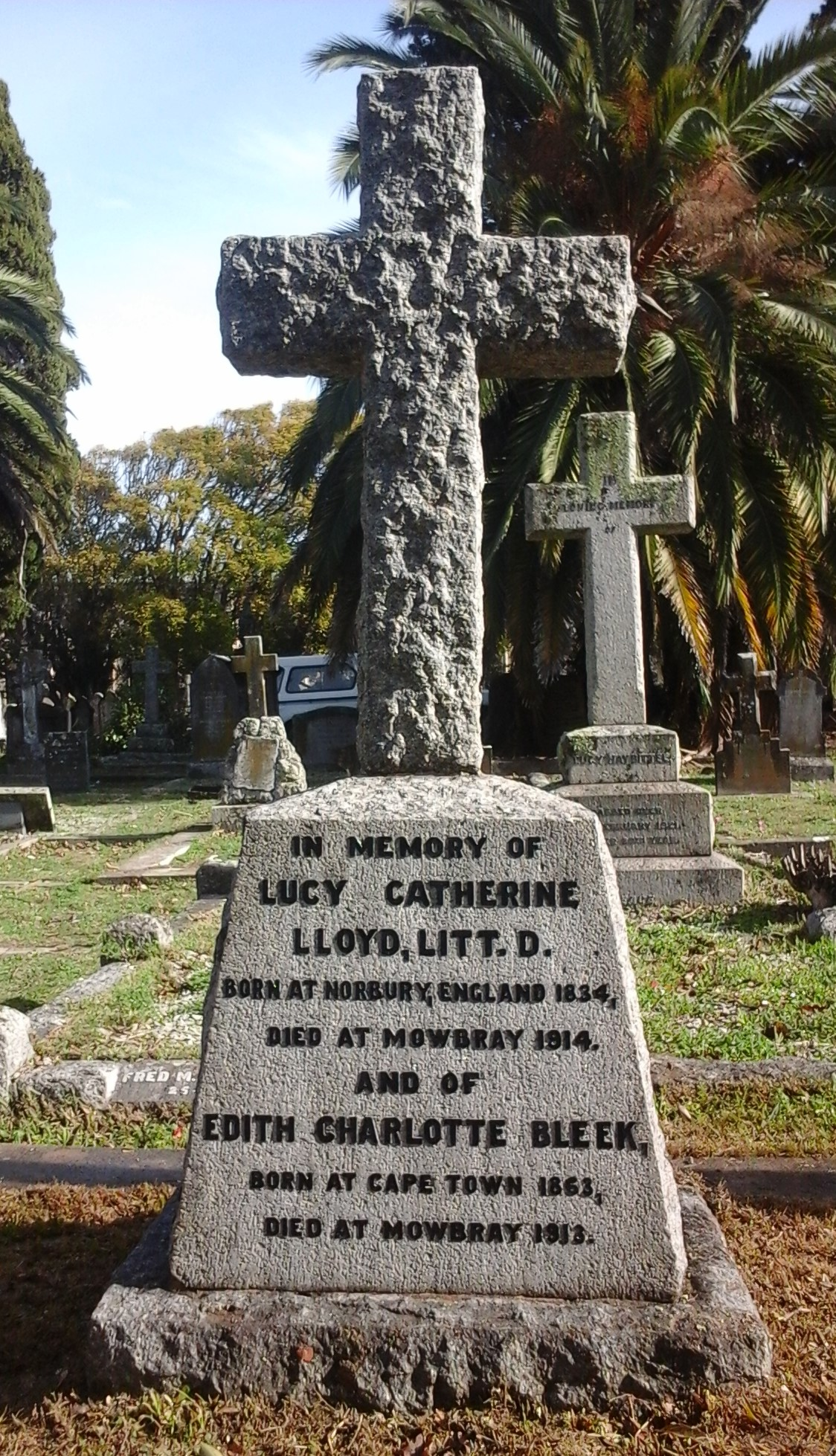
Могила Люсі Ллойд у

Народилася 7 листопада 1834 року в Норбері, на півдні Лондона, столиці Англії. Була другою за старшинством дочкою англіканського священика Вільяма Ллойда (William Henry Cynric Lloyd; 1802—1881) та його першої дружини Люсі Енн Джефріс (Lucy Anne Jeffreys). Мати померла 1843 року.
Після смерті матері вона і три її сестри переїхали жити до тітки по материнській лінії, Керолайн Дандас (Caroline Dundas), і здобули приватну освіту.
1849 року англіканський єпископ Кейптауна Роберт Грей призначив Вільяма Ллойда колоніальним капеланом у колонії Наталь у Південній Африці. Люсі Ллойд переїхала з батьком, його другою дружиною та їхньою родиною в місто Дурбан. 1869 року Вільям Ллойд став архідияконом Дурбана.
Потім Люсі пішла за своєю сестрою, Джемаймою (Jemima Charlotte Bleek; 1837—1909) в Кейптаун. Джемайма була нареченою мовознавця Вільгельма Бліка, засновника «сімейної» традиції бушменознавства.
Джемайма 1862 року одружилася з Бліком. Того ж року Бліка призначено куратором колекції Ґрея (Grey Collection) в Кейптаунській публічній бібліотеці. Люсі Ллойд жила з Бліками в Кейптауні. Стала ученицею і незмінною помічницею Бліка, якому була своячкою. Блік був уже визнаним лінгвістом. Від 1870 року Ллойд допомагала Бліку записувати бесіди з бушменами цхам, ув'язненими в кейптаунській в'язниці «Брекватер» (Breakwater Prison), які працювали на хвилерізі (брекватері) гавані. Після смерті Бліка 1875 року Люсі Ллойд попросили взяти на себе деякі його обов'язки в колекції Ґрея. Також вона продовжила праці Бліка в галузі бушменських мов і фольклору. До 1884 року вивчала бушменів цхам. Протягом 1879—1882 років вивчала бушменів кунг. Доротея Блік — дочка Вільгельма Бліка і племінниця Люсі Ллойд, продовжила їхню роботу в галузі бушменських мов і фольклору. Разом вони на більш ніж 12 000 сторінках задокументували мову, ритуали та фольклор бушменів цхам і кунг (зараз The Digital Bleek and Lloyd).
Частину фольклорних текстів, які Блік та Ллойд записали в 1870—1884 роках від капських бушменів, Люсі Ллойд опублікувала (бушменською та англійською мовами) 1911 року в книзі Specimens of Bushman folklore. Публікацію цього матеріалу продовжила 1923 року, вже після смерті Люсі Ллойд, Доротея Блік. 1924 року Доротея Блік опублікувала збірку текстів цхам, присвячену фігурі міфології бушменів — міфологічному трикстеру Цагну, якого уявляють у вигляді богомола звичайного (Mantis religiosa), у книзі The Mantis and his friends. 1935 року Доротея Блік опублікувала матеріали Люсі Ллойд із фольклору бушменів кунг.
Люсі Ллойд виявилася «дуже здібною»; вона стала самостійною відомою антропологічною дослідницею та провідною фігурою серед південноафриканських фольклористів. Зіграла провідну роль у заснуванні 1879 року Південноафриканського фольклорного товариства (Southern African Folklore Society) та журналу Southern African Journal for Folklore.
У 1880-х роках поїхала до Англії і жила там і на континенті близько 20 років, але повернулася до Кейптауна за кілька років після англо-бурської війни.
1913 року отримала почесний ступінь доктора (honoris causa) філологічних наук (Litt.D.) університету мису Доброї надії (майбутнього Unisa). Стала першою жінкою в Південній Африці, відзначеною званням почесного доктора.
Померла 31 серпня 1914 року, у віці 79 років, у Мовбреї, південному передмісті Кейптауна. Похована на цвинтарі у Вінбергу, південному передмісті Кейптауна в одній могилі зі старшою племінницею Едіт Блік (Edith Charlotte Bleek; 1863—1913).

## Архів Бліка та Ллойд
Архів Бліка та Ллойд включає 114 зошитів Люсі Ллойд (цхам), 13 зошитів Ллойд (кунг) і 28 зошитів Бліка (цхам), оригінали яких зберігаються в Національній бібліотеці ПАР, Ізіко Південноафриканському музеї, Кейптаунському університеті (UCT) та Університеті Південної Африки (UNISA). Також архів включає один зошит (к'ора і кунг) Джемайми Блік і чотири зошити Ллойд (к'ора) з колекції Л. Ф. Майнгарда (Louis Fernand Maingard; 1884—1968) в бібліотеці UNISA, а також 32 зошити Доротеї Блік. Також до архіву входить Словник цхам Бліка та Люсі Ллойд. Архів відскановано і нині він відомий як The Digital Bleek and Lloyd, цінний ресурс для мовознавців, які працюють із койсанськими мовами. Проєкт фінансують Фонд Ендрю Меллона та компанія De Beers, найбільший у світі виробник і продавець алмазів.
1996 року створено LLAREC (The Lucy Lloyd Archive, Resource and Exhibition Centre), який є частиною Центру зберігання архівів архівів UCT. Директорка Центру зберігання архівів — професорка Піппа Скотнес (Pippa Skotnes; нар. 1957). 2007 року вона опублікувала книгу Claim to the Country: The Archive of Wilhelm Bleek and Lucy Lloyd.